# Jacques Loussier
Jacques Loussier (Angers, 26 ottobre 1934 – Blois, 5 marzo 2019) è stato un pianista e compositore francese.

## Biografia
Iniziò a comporre musica a sedici anni, mentre era ancora studente al Conservatorio di Parigi, allievo di Yves Nat.
Divenne molto noto per le sue interpretazioni jazz di molte opere di Johann Sebastian Bach, quali ad esempio le Variazioni Goldberg. L'interpretazione e la combinazione inusuale caratterizzarono l'opera di Loussier che nel 1959 aveva dato vita al Jacques Loussier Trio, dove lui stesso suonava come pianista, Pierre Michelot al basso e Christian Garros alle percussioni. Il gruppo si specializzò nelle reinterpretazioni jazzistiche delle opere di Bach, apparendo molte volte dal vivo, in tour e concerti, e incidendo diversi dischi. In tutto, il trio ha venduto oltre sei milioni di album, riscuotendo il maggior successo del dopoguerra.
È stato il compositore della colonna sonora e le musiche, della serie televisiva francese Le nuove avventure di Vidocq, andata in onda dal 1971 al 1973.
Negli anni settanta Loussier incise con musicisti del calibro dei Pink Floyd, Elton John, Sting e gli Yes. Negli ultimi vent'anni propose reinterpretazioni di opere di Erik Satie, Claude Debussy, Maurice Ravel, Antonio Vivaldi.
Nel 1978 il sodalizio si interruppe e Loussier realizzò un proprio studio di registrazione (Studio de Miraval) a Correns in Provenza, che gli servì per elaborare composizioni per strumenti acustici ed elettrici.
Nel 1985 — in occasione dei trecento anni dalla nascita di Bach — rifondò il Play Bach Trio con due nuovi partner, il percussionista André Arpino e il contrabbassista Vincent Charbonnier. Le recenti incisioni comprendono alcune reinterpretazioni di opere di Erik Satie, Claude Debussy, Maurice Ravel, Antonio Vivaldi ed altri. Un'incisione, dal titolo Take Bach, si basa sugli adattamenti delle Pekinel Sisters dei concerti per due o tre pianoforti di Bach.
Dal matrimonio con Sylvie, una stilista, ebbe cinque figli, uno dei quali Jean-Pierre, ha seguito le sue orme.
Nel marzo 2002, Loussier intentò una causa da $ 10 milioni contro il rapper Eminem e il produttore esecutivo di The Marshall Mathers LP Dr. Dre , sostenendo che il ritmo del brano "Kill You" era stato rubato dalla sua composizione Pulsion . Chiese che tutte le vendite dell'album fossero interrotte e le copie rimanenti distrutte. Il caso fu risolto in via extragiudiziale. 
Loussier subì un ictus durante un'esibizione al Klavier-Festival Ruhr il 14 luglio 2011 e si ritirò dalle scene. Morì il 5 marzo 2019 all'età di 84 anni. 

## Discografia parziale

### Colonne sonore
- 1972 - Grande slalom per una rapina